# Токопроводящие нитки
Токопроводящая ткань — ткань, состоящая из нитей, способных проводить электричество.
Проводящие нитки могут быть созданы при помощи добавления металлических волокон, металлической пудры или полупроводников, таких, как углеродные волокна.
Проводящие нити состоят из волокон разных видов — посеребряные, нержавеющей стали или углеродных нитей.

## Применение
- для добавления в перчатки для сенсорных экранов[2]
- радиолюбителями и домашними ремесленниками,
- соединения электроустройств на одежде
- антистатика
- подогрев одежды, используя углеродные нити
- сорбент из углеволокна - в настоящее время широко применяются углеродные сорбирующие салфетки «Сорусал» и «Легиус»